# Forgáčka
Forgáčka (1025 m) – szczyt w paśmie Gór Czerchowskich we wschodniej Słowacji. Zalesiony. 

## Szlak turystyczny
niebieski: wieś Pusté Pole – wieś Kyjov – przełęcz Pod Minčolom – Minčol – Lazy – Hyrová – przełęcz Ždiare – Forgáčka – Dvoriská – Hrašovík – przełęcz Priehyby – Solisko – przełęcz Lysina – Veľká Javorina – Čergov – przełęcz Čergov – wieś Osikov – wieś Vaniškovce